# British Rail Networker
Als Networker wird eine Familie von britischen Elektro- und Dieseltriebzügen bezeichnet. Die Familie wurde von British Rail Engineering Limited (BREL, später ABB) und Metro Cammell für British Rail gefertigt und von 1989 bis 1995 in Betrieb genommen.
Ursprünglich war eine Reihe weiterer Baureihen geplant. Neben einer Baureihe 341 für den S-Bahn-Betrieb auf der Crossrail-Strecke war etwa auch eine Hochgeschwindigkeitsvariante für die High Speed 1 vorgesehen. Aufgrund von Geldmangel und der Privatisierung wurden diese Pläne allerdings aufgegeben.
Die Networker bilden die Grundlage für die Triebzugfamilien Electrostar und Turbostar von Bombardier Transportation.

## Einsatz
Die Triebzüge sind vor allem auf Londoner Vorortstrecken im Einsatz, hier ist eine 2+3-Bestuhlung in der zweiten Klasse üblich.
Der überwiegende Anteil der Networker wird von Southeastern eingesetzt. Auf dem Gleichstromnetz im Südosten Londons kommen 147 Vierwagenzüge der Baureihe 465 und 43 Zweiwagenzüge der Baureihe 466 zum Einsatz. Es werden Mehrfachtraktionen mit bis zu zehn Wagen (zwei Vierteiler und ein Zweiteiler) gebildet. Als Endpunkte fungieren dabei vor allem die Londoner Bahnhöfe Victoria, Charing Cross und Cannon Street.
Für den Nah- und Regionalverkehr auf der Great Western Main Line (betrieben von Great Western Railway) und der Chiltern Main Line (betrieben von Chiltern Railways) werden Dieseltriebzüge der Baureihen 165 und 166 Networker Turbo eingesetzt. Chiltern Railways setzt ihre Networker mit der Baureihe 168 Clubman in Mehrfachtraktion ein.
Die Baureihe 365 ist für Wechselstrom- und Gleichstrombetrieb geeignet. Nach Einsätzen unter anderem durch Great Northern auf der East Coast Main Line und Abellio ScotRail sind alle Triebzüge außer Betrieb. Elf Vierteiler wurden verschrottet, die anderen 31 Fahrzeuge sind abgestellt.

## Baureihen
| Baureihe                                   | Bild                                                     | Betreiber             | in Betrieb seit | Anzahl Züge     | Anzahl Wagen    | Länge Einzelwagen | Bemerkung                                                                       |
| Dieseltriebzüge                            | Dieseltriebzüge                                          | Dieseltriebzüge       | Dieseltriebzüge | Dieseltriebzüge | Dieseltriebzüge | Dieseltriebzüge   | Dieseltriebzüge                                                                 |
| ------------------------------------------ | -------------------------------------------------------- | --------------------- | --------------- | --------------- | --------------- | ----------------- | ------------------------------------------------------------------------------- |
| 165 Networker                              | Klasse 165 im Bahnhof London Marylebone                  | Chiltern Railways     | 1990–1992       | 39              | 2 oder 3        | 22 m              |                                                                                 |
| 165 Networker                              | Klasse 165 im Bahnhof London Marylebone                  | Chiltern Railways     |                 |                 |                 |                   |                                                                                 |
| 165 Networker                              | Ein Dieseltriebzug der Reihe 165 verlässt Oxford.        | Great Western Railway | 1992            | 36              | 2 oder 3        | 22 m              |                                                                                 |
| 165 Networker                              | Ein Dieseltriebzug der Reihe 165 verlässt Oxford.        | Great Western Railway |                 |                 |                 |                   |                                                                                 |
| 166 Networker Turbo                        | Baureihe 166 der Great Western Railway                   | Great Western Railway | 1992/1993       | 21              | 3               | 22 m              | Variante der Class 165 für längere Strecken                                     |
| 166 Networker Turbo                        | Baureihe 166 der Great Western Railway                   | Great Western Railway |                 |                 |                 |                   | Variante der Class 165 für längere Strecken                                     |
| Elektrotriebzüge für Oberleitung (25 kV~)  |                                                          |                       |                 |                 |                 |                   |                                                                                 |
| 365 Networker Express                      | Baureihe 365 der Great Northern im Bahnhof King’s Cross  | abgestellt            | 1994/1995       | 41              | 4               | 20 m              | ursprünglich zweisystemfähig, seit 2021 abgestellt                              |
| 365 Networker Express                      | Baureihe 365 der Great Northern im Bahnhof King’s Cross  | abgestellt            |                 |                 |                 |                   | ursprünglich zweisystemfähig, seit 2021 abgestellt                              |
| Elektrotriebzüge für Stromschiene (750 V=) |                                                          |                       |                 |                 |                 |                   |                                                                                 |
| 465 Networker                              | Baureihe 465 der Southeastern im Bahnhof London Victoria | Southeastern          | 1991–1994       | 147             | 4               | 20 m              |                                                                                 |
| 465 Networker                              | Baureihe 465 der Southeastern im Bahnhof London Victoria | Southeastern          |                 |                 |                 |                   |                                                                                 |
| 466 Networker                              | Baureihe 466 in Ashford International                    | Southeastern          | 1993/1994       | 43              | 2               | 20                |                                                                                 |
| 466 Networker                              | Baureihe 466 in Ashford International                    | Southeastern          |                 |                 |                 |                   |                                                                                 |
| Prototyp                                   |                                                          |                       |                 |                 |                 |                   |                                                                                 |
| 316, später 457                            | Baureihe 457 abgestellt nahe Coventry                    | British Rail          | 1989/1990       | 1               | 4               |                   | Der Prototyp wurde erst in die Reihe 316 und dann in die Reihe 457 eingeordnet. |